# 伊琳娜·波茲尼亞科娃
伊琳娜·瓦連京諾芙娜·波兹尼亞科娃（羅馬化：Irina Valentinovna Pozdnyakova；1953年4月29日—），俄罗斯已退役游泳运动员。1966年，13岁的波兹尼亞科娃创造了200米蛙泳的世界纪录。同年，在1966年歐洲游泳錦標賽上获得银牌。   
波兹尼亞科娃与奥运排球运动员維亞切斯拉夫·扎伊采夫结婚，育有一兒一女——分別為安娜（1975年—）與伊万（1988年10月2日—），兩人均有意大利国籍。伊万與父親一樣同樣為排球运动员，而安娜在1993年與一名意大利人結婚。